# Mucílago

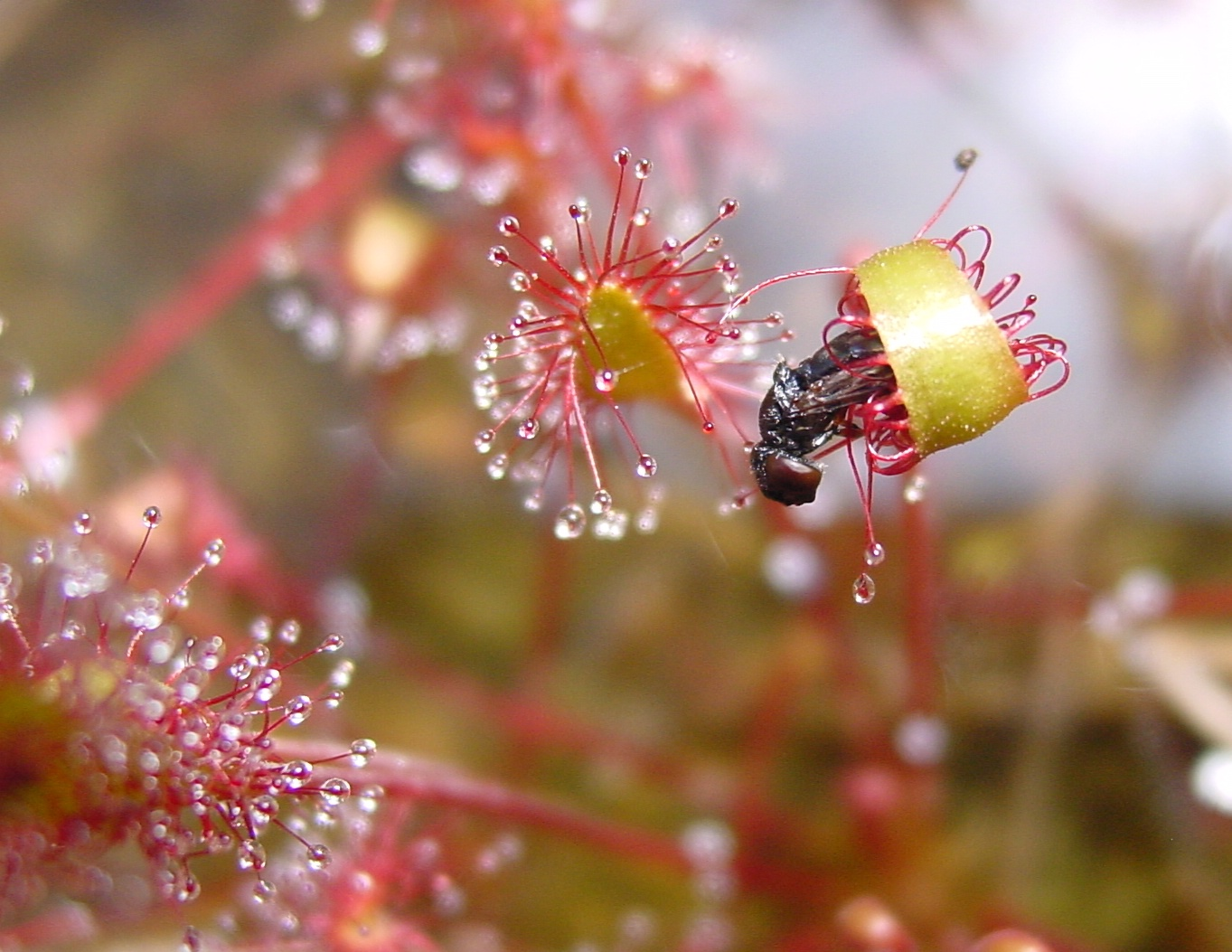
Una drosera con una hoja doblada en torno a una mosca atrapada por mucílago.

El mucílago es una sustancia vegetal viscosa, coagulable al alcohol. También es una solución acuosa espesa de una goma o dextrina utilizada para suspender sustancias insolubles y para aumentar la viscosidad.
Los mucílagos son análogos, por su composición y sus propiedades, a las gomas, dan con el agua disoluciones viscosas o se hinchan en ellas para formar una pseudodisolución gelatinosa.
Se encuentran en las algas, semillas de lino (linaza), semillas de chía, en raíces de malva, membrillo, liquen, nopal, aloe en ciertos hongos y en muchos otros vegetales.
Proceden de las degradaciones de la celulosa, calosa, lignina y de las materias pécticas.

## Medicina

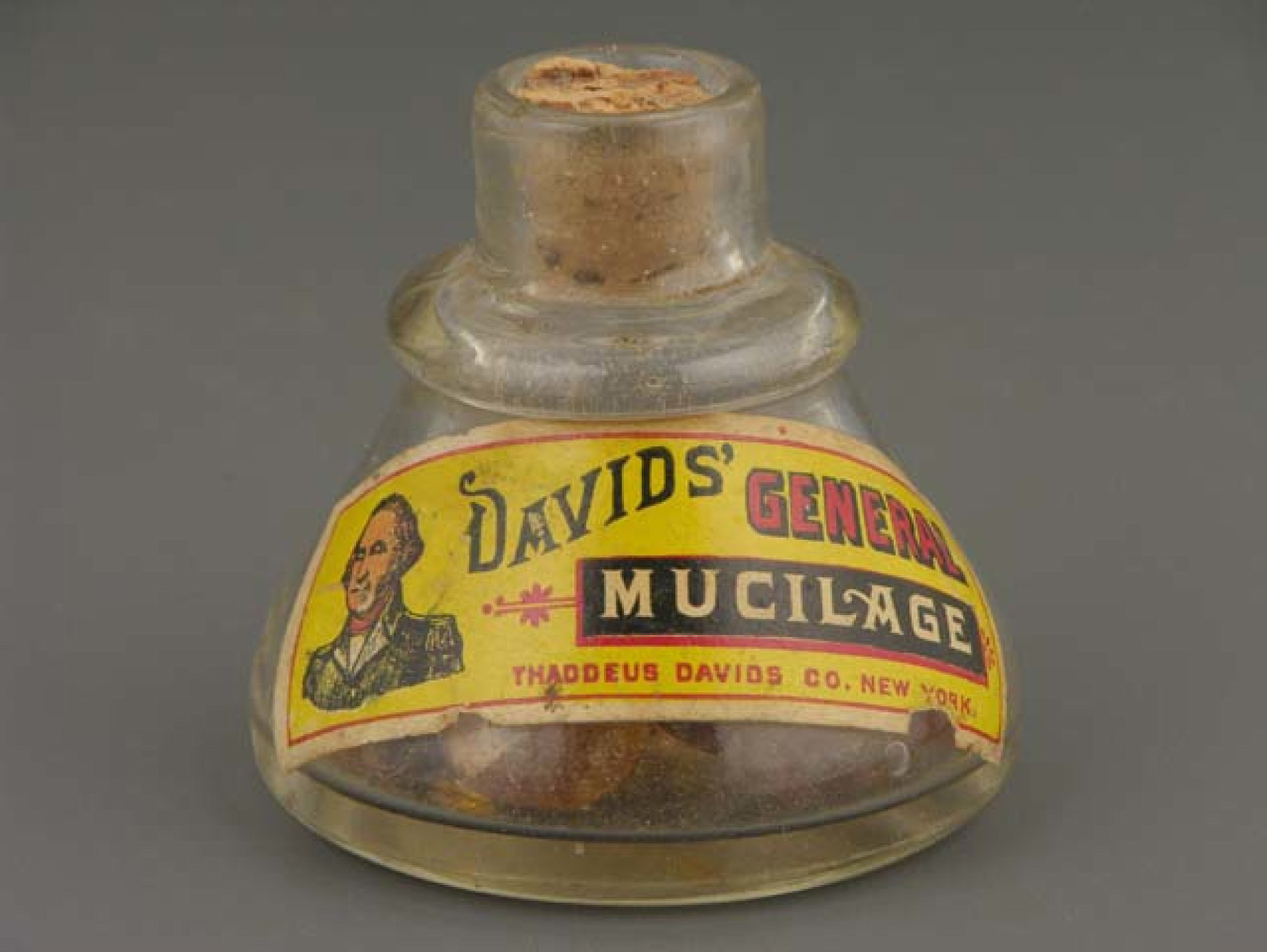
Recipiente de la primera mitad del conteniendo mucílago. De la colección del Museo del Objeto.

Son utilizados en las emulsiones y suspensiones a modo de excipiente, como vehículo cuya función es el transporte de los fármacos encargados de constituir un medicamento. Su objetivo es conseguir un fármaco estable y fácilmente administrable. Es decir, se utilizan para vehicular, cohesionar, y conseguir la biodisponibilidad adecuada del principio activo de un medicamento. Determinan la consistencia, la forma o el volumen de las preparaciones farmacéuticas.
Se asocia un efecto positivo de los mucílagos en el catarro de las vías respiratorias, pero no hay datos clínicos que muestren su efectividad, y su uso se basa únicamente en las aplicaciones tradicionales.
Por oxidación dan ácido múcico y, por hidrólisis, pentosas y hexosas.